# Касол (Белуно)
Касол (итал. Cassol) је насеље у Италији у округу Белуно, региону Венето.
Према процени из 2011. у насељу је живело 27 становника. Насеље се налази на надморској висини од 343 м.